# Agar Sabouraud

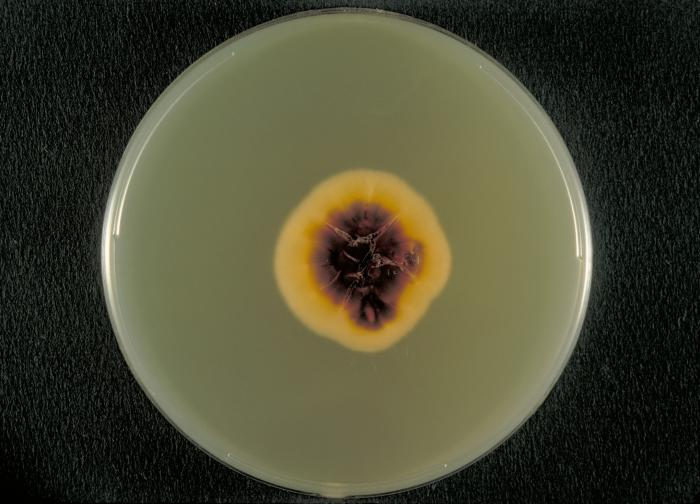
Vista inferior una placa Petri de agar de Sabouraud con una colonia de Trichophyton rubrum var. rodhaini.

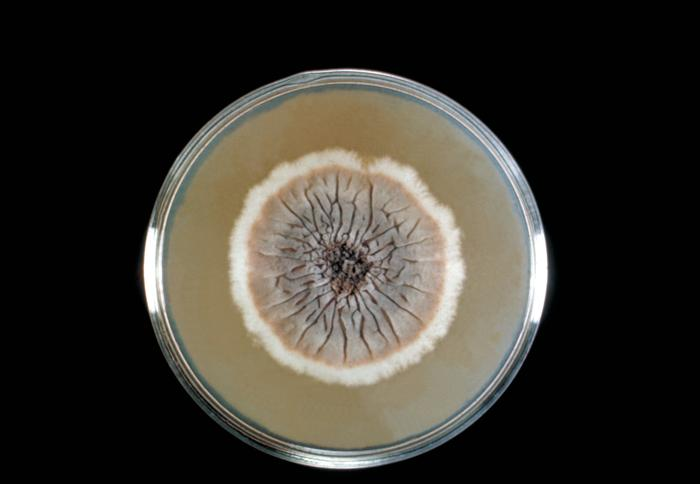
Sporothrix schenckii en Agar Sabouraud.

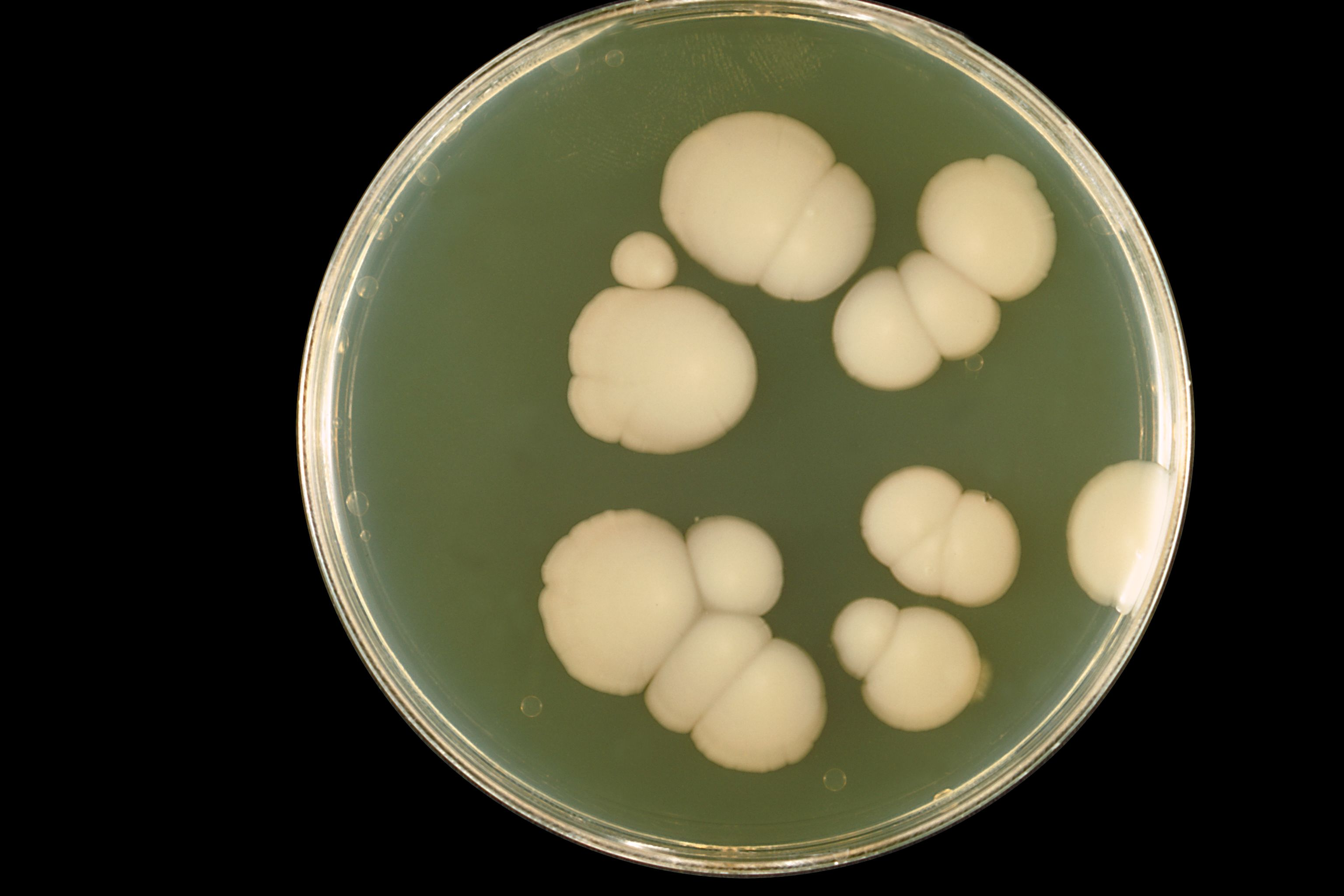
Candida albicans en Agar Sabouraud.

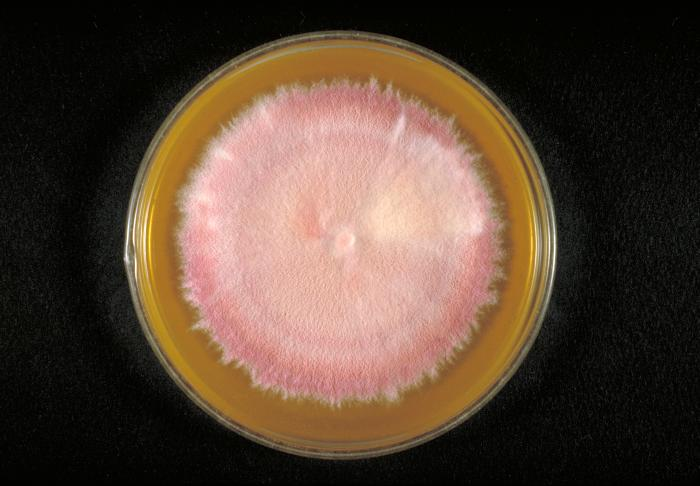
Trichophyton terrestre en Agar Sabouraud

El agar Sabouraud  (SDA) es un medio de cultivo que por sus características funciona como medio de enriquecimiento para hongos y que en caso de contener cloranfenicol u otro antibiótico, se convierte en un medio selectivo para los mismos. El medio contiene peptonas y una elevada concentración de glucosa que favorece el crecimiento de los hongos sobre las bacterias. Es utilizado para el cultivo de hongos, especialmente dermatofitos, aunque también pueden desarrollarse en él cierto tipo de bacterias filamentosas tales como Nocardia.
Fue utilizado por primera vez por Raymond Sabouraud en 1870. Más tarde Chester W. Emmons mejoró el medio acercando el pH al neutro (pH entre 5,5 y 6,0) y disminuyendo el nivel de glucosa para permitir el crecimiento de otros subcultivos de hongos.

## Composición típica
Contiene normalmente:
- 40 g/L glucosa
- 10 g/L pluripeptona
- 15 g/L agar-agar
- 0,05 g/L [cloranfenicol]
- pH 5.6 como máximo